# Nierembergia aristata
Nierembergia aristata är en potatisväxtart som beskrevs av David Don. Nierembergia aristata ingår i släktet Nierembergia och familjen potatisväxter. Inga underarter finns listade i Catalogue of Life.